# Johann Christoph Mainberger

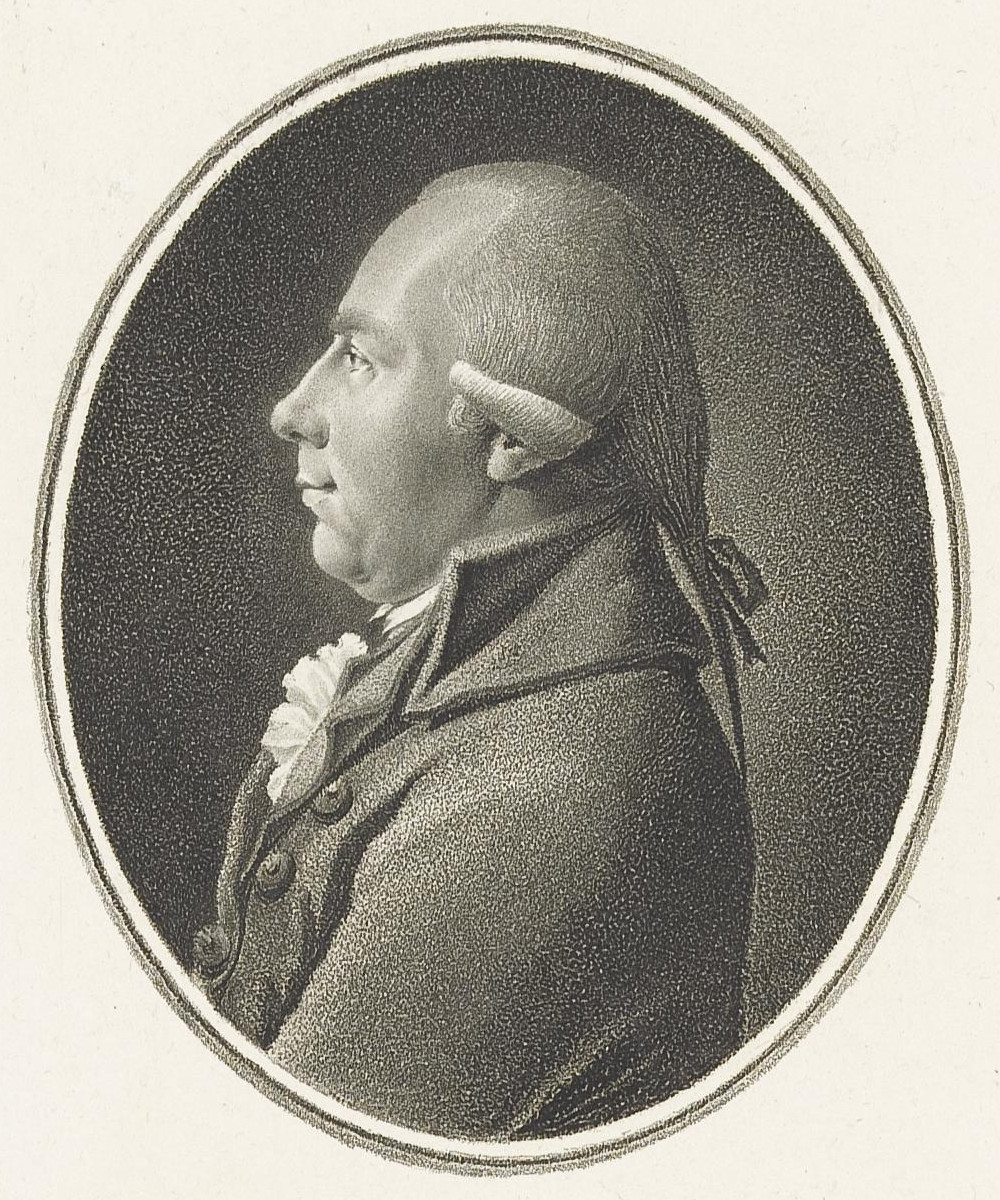
Johann Christoph Mainberger

Johann Christoph Mainberger (getauft 7. August 1750 in Nürnberg; † 21. April 1815 ebenda) war ein deutscher Organist und Komponist.

## Leben und Wirken
Johann Christoph Mainberger erhielt seine musikalische Ausbildung bei Georg Wilhelm Gruber. Von 1773 an war er in Nürnberg zunächst Organist an der Frauenkirche, später an der Lorenzkirche. Seit 1796 bekleidete er neben dem Organistenposten das Amt eines Kapellmeisters der Stadtmusik. Außerdem fungierte er als Zeremonienmeister bei Hochzeits- und Trauerfeierlichkeiten.
Mainberger heiratete am 1. Juni 1773 Barbara Scholz, die Tochter seines Vorgängers an St. Lorenz Leonhard Scholz. 
Mainberger schuf zwei Jahrgänge Kirchenmusiken, Kantaten, Messen und Klavierwerke.